# Fotodetector

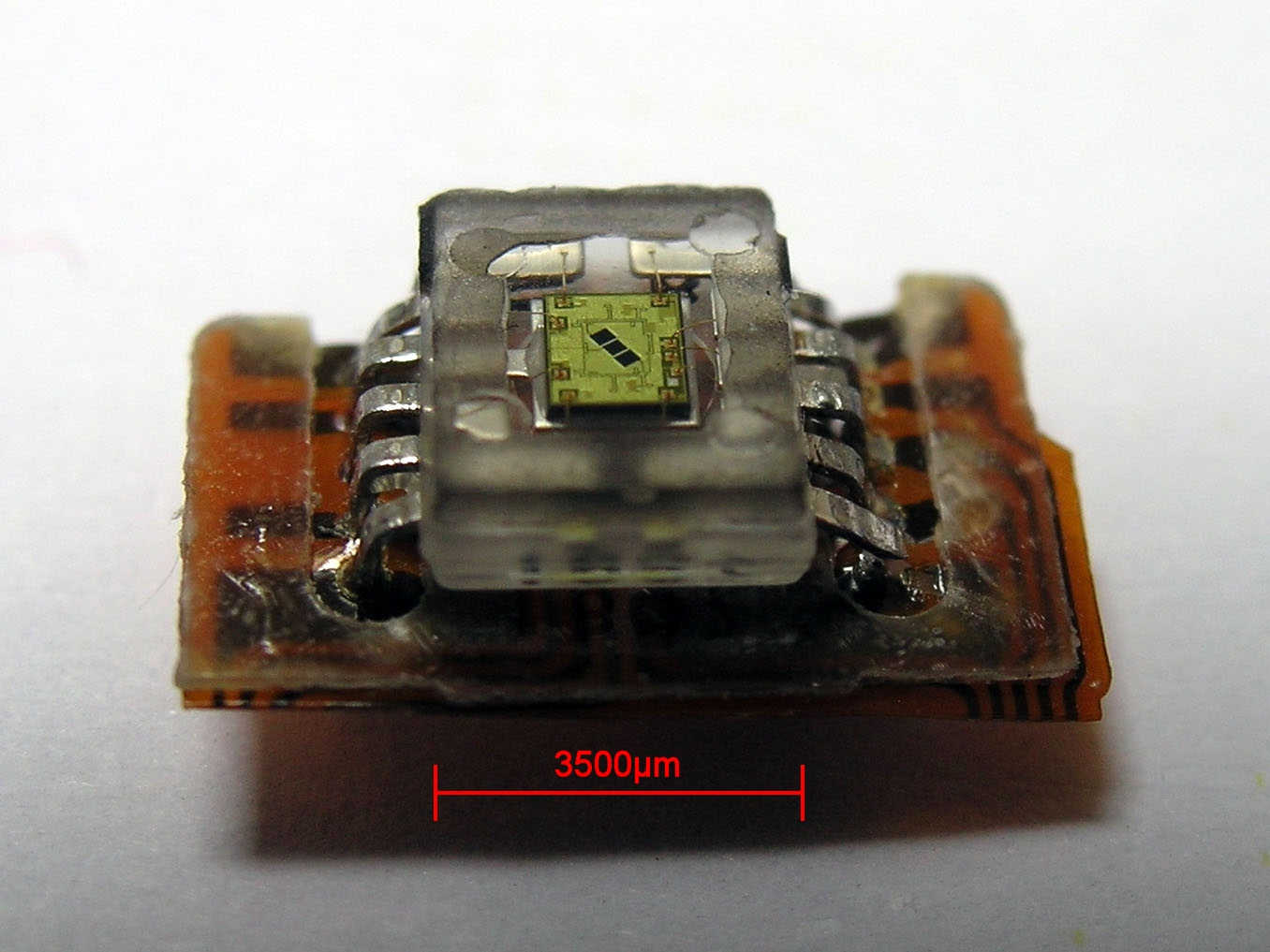
Un fotodetector recuperado de una unidad de CD-ROM. El fotodetector contiene tres fotodiodos, visibles en el centro de la fotografía.

Un fotodetector es un sensor que genera una señal eléctrica dependiente de la luz u otra radiación electromagnética que recibe. Algunos están basados en el efecto fotoeléctrico, otros en el fotovoltaico, otros en el fotoelectroquímico y otros en la fotoconductividad. Los fotodetectores basados en semiconductores suelen 
fotodetectores tienen una unión p-n que convierte los fotones de luz en corriente. Los fotones absorbidos forman pares electrón-hueco en la región de agotamiento. Los fotodiodos y los fototransistores son algunos ejemplos de fotodetectores. Las células solares convierten parte de la energía luminosa absorbida en energía eléctrica.

## Tipos

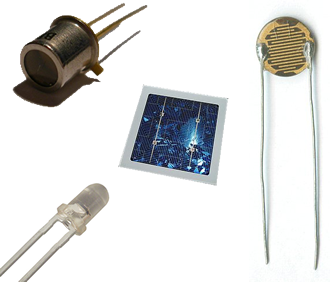
Cuatro tipos de detectores de luz.

Entre otros, incluyen:
- Fotodiodo
- Fotodiodo PIN
- Fotodiodo de avalancha
- Fototransistor
- Fotorresistencia
- Fotocátodo
- Fototubo o fotoválvula
- Fotomultiplicador
- CCD
- Sensor CMOS
- Célula fotoeléctrica
- Célula fotoelectroquímica

### Clasificación según el mecanismo de funcionamiento
Los fotodetectores pueden clasificarse según su mecanismo de detección:

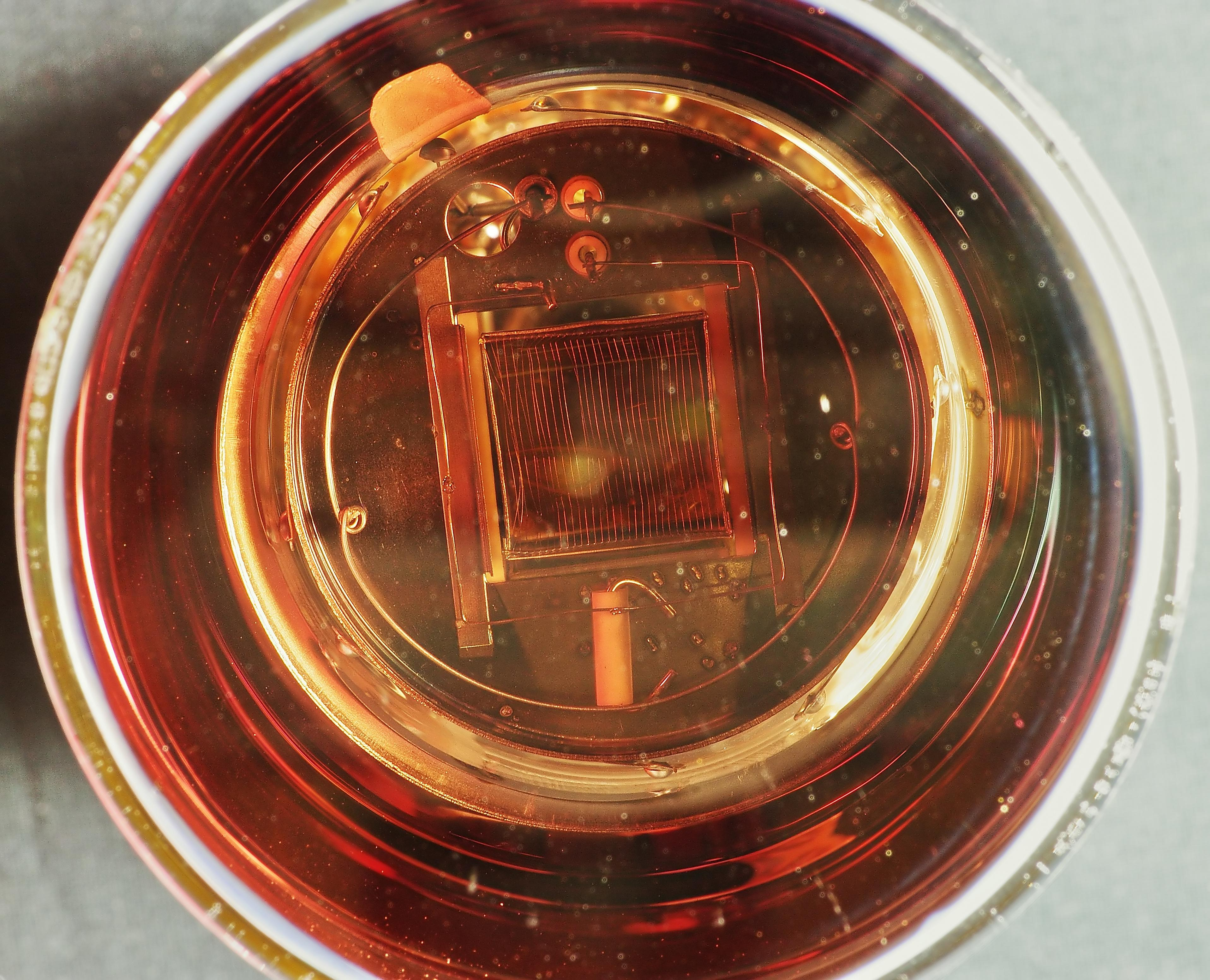
Fotomultiplicador (vista frontal)
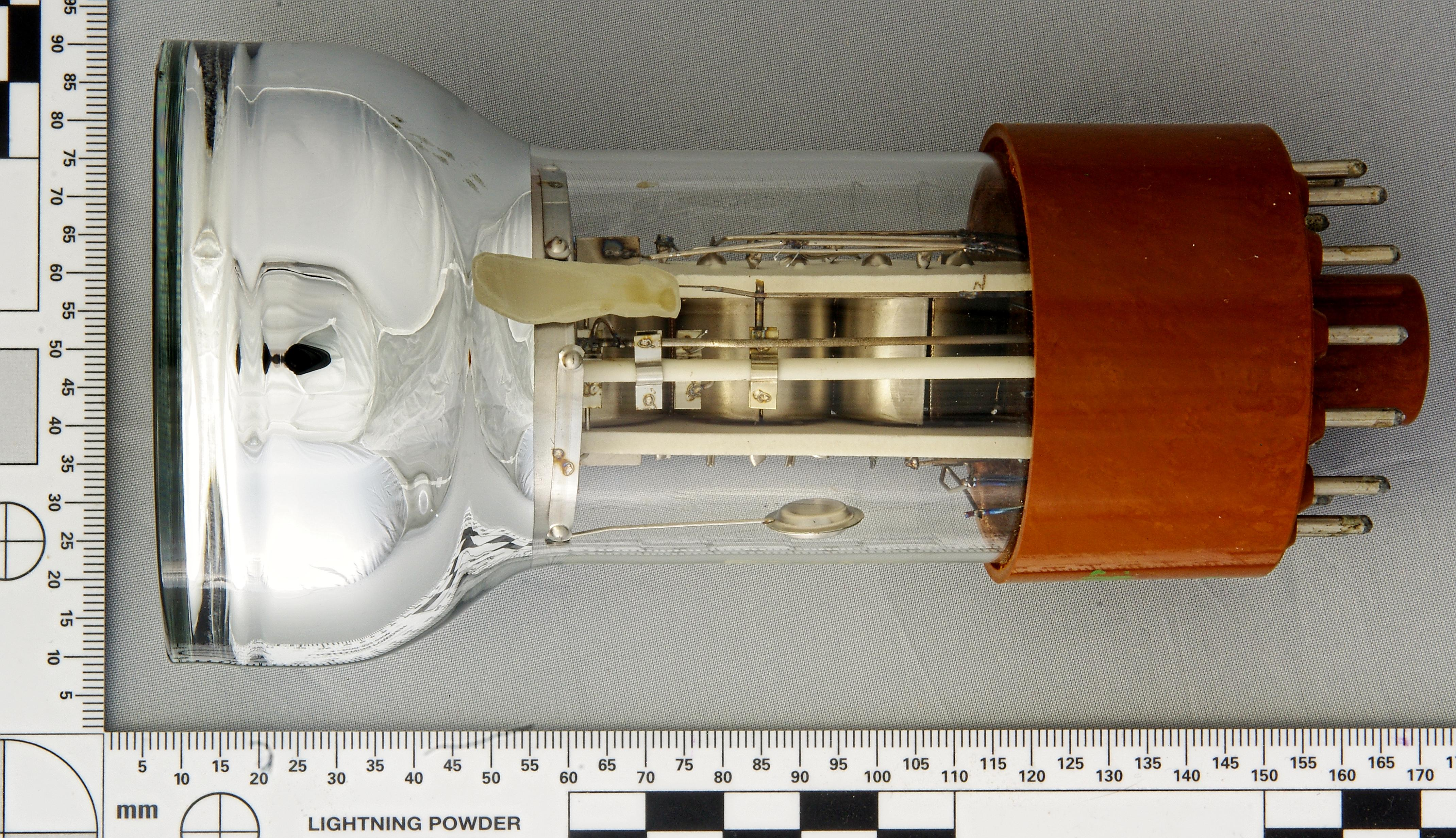
Fotomultiplicador (vista lateral)
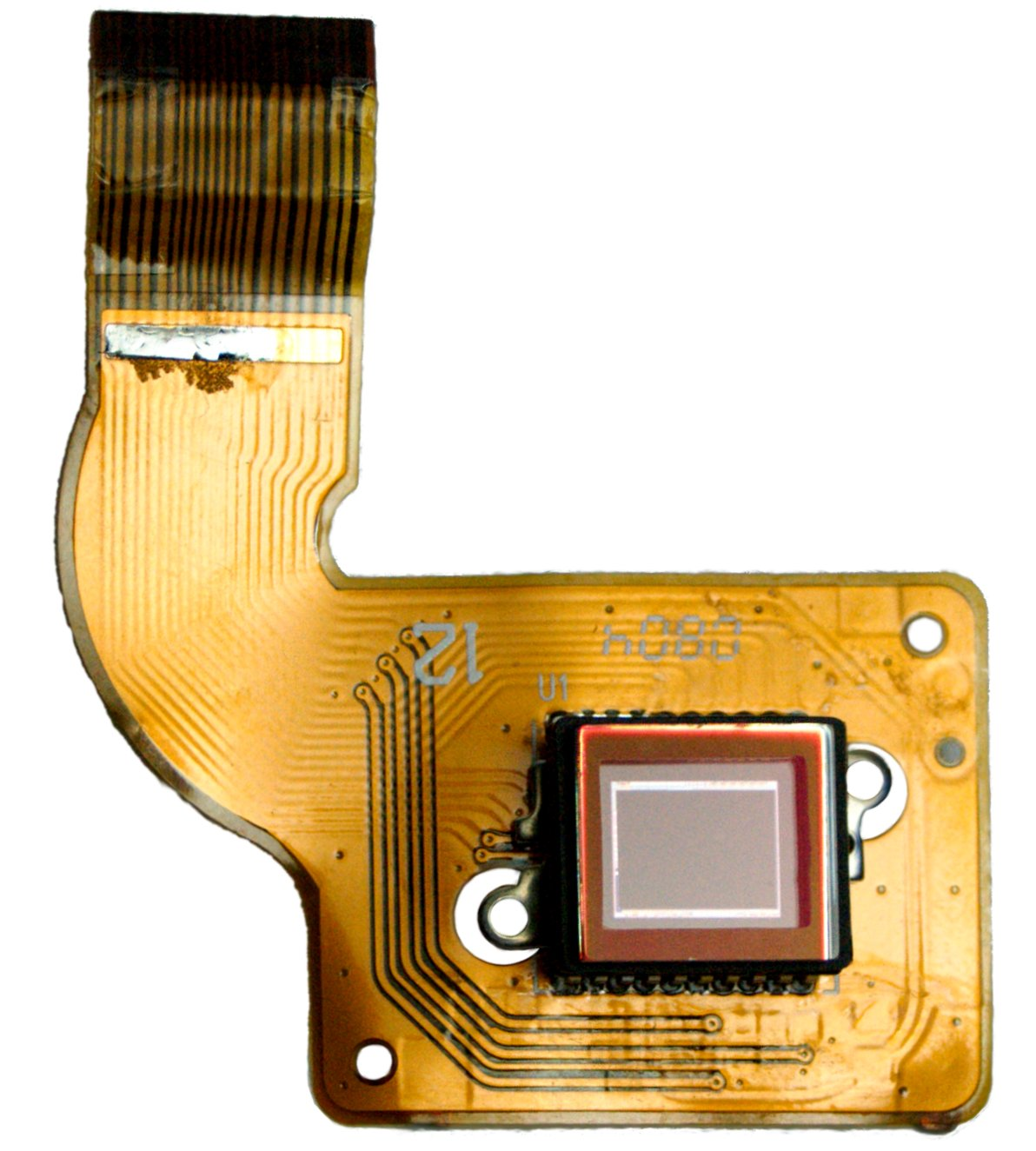
Dispositivo de carga acoplada (CCD)
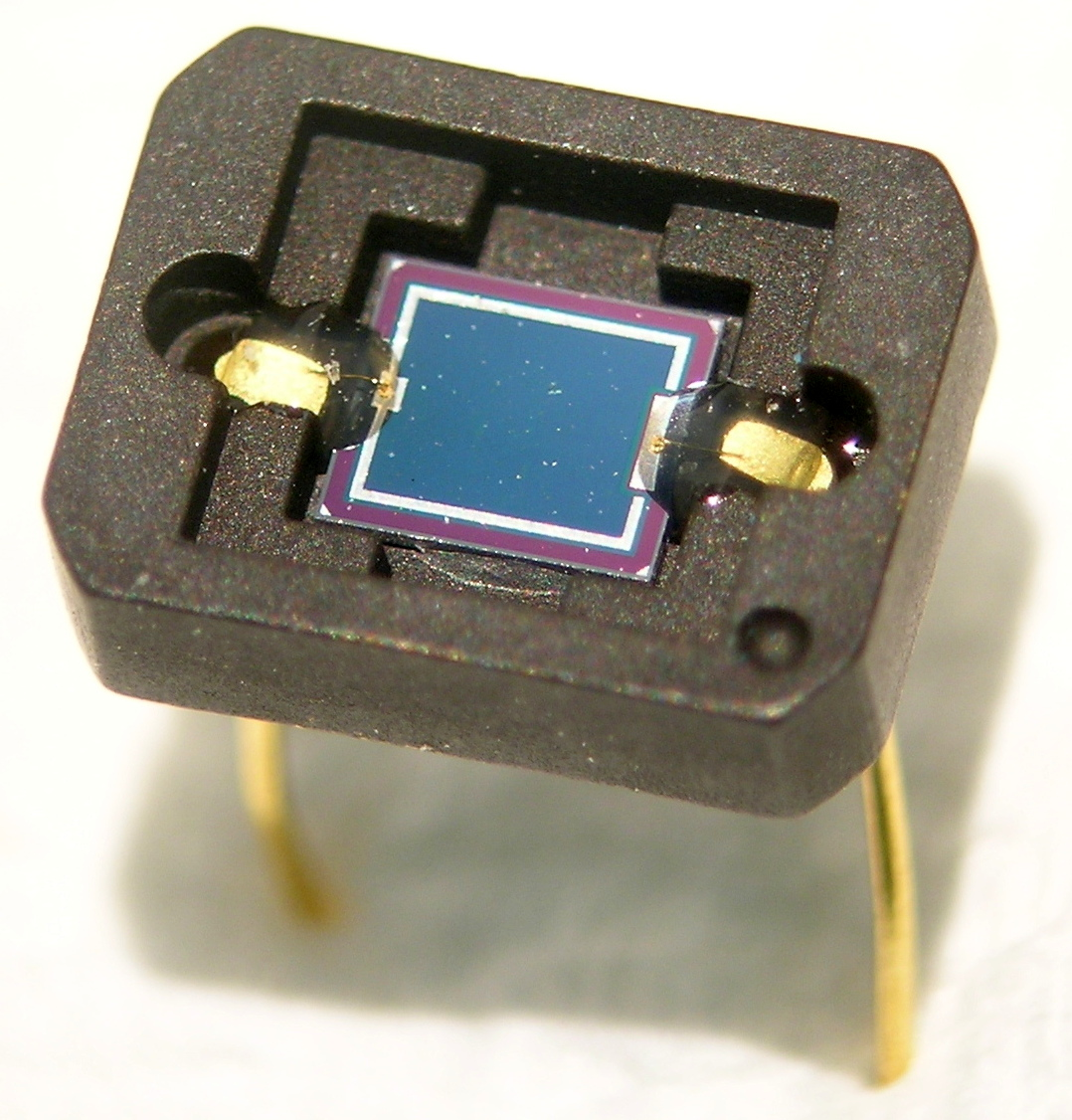
Fotodiodo
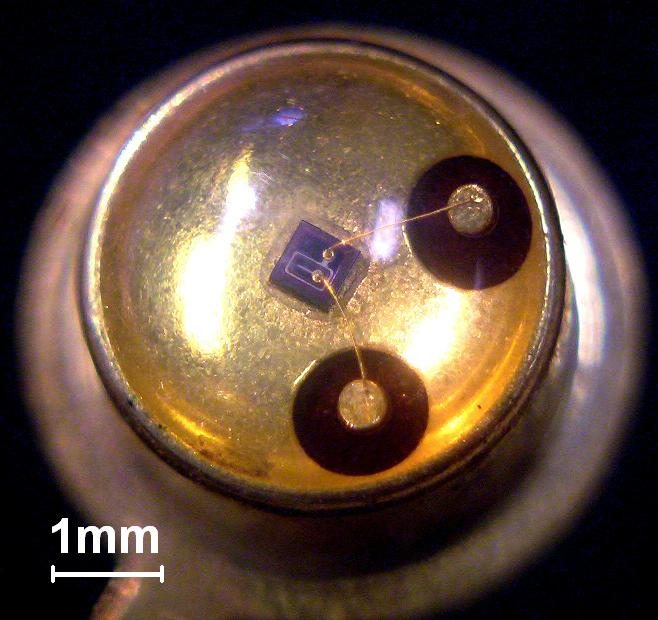
Fototransistor
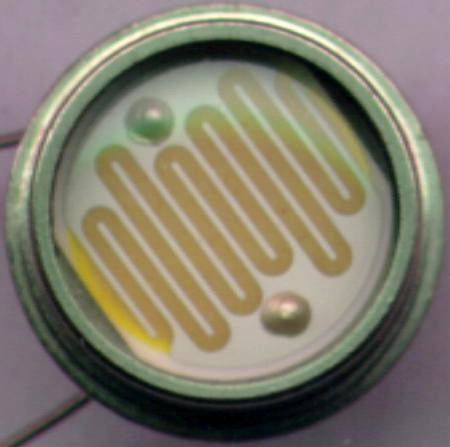
Fotorresistor

- Efecto fotoconductor: Estos detectores funcionan cambiando su conductividad eléctrica cuando se exponen a la luz. La luz incidente genera pares electrón-hueco en el material, alterando su conductividad. Los detectores fotoconductores suelen estar hechos de semiconductores.[5]

- Fotoemisión o efecto fotoeléctrico: Los fotones provocan la transición de electrones de la banda de conducción de un material a electrones libres en el vacío o en un gas.
- Térmico: Los fotones hacen que los electrones transicionen a estados de brecha media y luego decaigan de nuevo a bandas inferiores, induciendo la generación de fonones y, por tanto, calor.
- Polarización: Los fotones inducen cambios en los estados de polarización de los materiales adecuados, lo que puede provocar cambios en el índice de refracción u otros efectos de polarización.
- Fotoquímica: Los fotones inducen un cambio químico en un material.
- Efectos de interacción débil: los fotones inducen efectos secundarios como en el arrastre de fotones[6][7] detectores o cambios de presión de gas en célula Golays.
- Fotodetectores de grafeno/silicio. Se ha demostrado que una heterounión grafeno/silicio de tipo n exhibe un fuerte comportamiento rectificador y una alta fotorresponsividad. El grafeno se combina con puntos cuánticos de silicio (Si QD) sobre Si a granel para formar un fotodetector híbrido. Los QD de Si provocan un aumento del potencial incorporado de la unión Schottky de grafeno/Si al tiempo que reducen la reflexión óptica del fotodetector. Tanto las contribuciones eléctricas como ópticas de los QD de Si permiten un rendimiento superior del fotodetector.[8]

Los fotodetectores pueden utilizarse en diferentes configuraciones. Los sensores individuales pueden detectar niveles globales de luz. Una matriz 1-D de fotodetectores, como en un espectrofotómetro o un escáner de línea, puede utilizarse para medir la distribución de la luz a lo largo de una línea. Una matriz bidimensional de fotodetectores puede utilizarse como sensor de imagen para formar imágenes a partir del patrón de luz que tiene delante.
Un fotodetector o matriz suele estar cubierto por una ventana de iluminación, a veces con un revestimiento antirreflectante.

### Clasificación según la estructura del dispositivo
Según la estructura del dispositivo, los fotodetectores se pueden clasificar en las siguientes categorías:
1. Fotodetector MSM: Un fotodetector MSM consta de una capa semiconductora intercalada entre dos electrodos metálicos. Los electrodos de metal están interdigitados, formando una serie de dedos o rejillas alternas. La capa semiconductora suele estar hecha de materiales como el silicio (Si), el arseniuro de galio (GaAs), el fosfuro de indio (InP) o el seleniuro de antimonio (Sb2Se3).[9] Se emplean varios métodos en la interacción para mejorar sus características, como manipular la estructura vertical, grabar, cambiar el sustrato y utilizar plasmónicos.[10] Los fotodetectores de seleniuro de antimonio son los que presentan la mejor eficiencia alcanzable.
2. Fotodiodos: Los fotodiodos son el tipo más común de fotodetectores. Son dispositivos semiconductores con una unión PN. La luz incidente genera pares electrón-hueco en la región de agotamiento de la unión, produciendo una fotocorriente. Los fotodiodos pueden clasificarse en: a. Fotodiodos PIN: Estos fotodiodos tienen una región intrínseca (I) adicional entre las regiones P y N, que amplía la región de agotamiento y mejora el rendimiento del dispositivo. b. Fotodiodos Schottky: En los fotodiodos Schottky se utiliza una unión metal-semiconductor en lugar de una unión PN. Ofrecen una respuesta de alta velocidad y se utilizan comúnmente en aplicaciones de alta frecuencia.
3. Fotodiodos de Avalancha (APDs): Los APD son fotodiodos especializados que incorporan la multiplicación de avalancha. Tienen una región de alto campo eléctrico cerca de la unión PN, que provoca la ionización por impacto y produce pares electrón-hueco adicionales. Esta amplificación interna mejora la sensibilidad de detección. Los APD se utilizan ampliamente en aplicaciones que requieren una alta sensibilidad, como la obtención de imágenes con poca luz y la comunicación óptica a larga distancia.[11]
4. Fototransistores: Los fototransistores son transistores con una región base sensible a la luz. La luz incidente provoca un cambio en la corriente de base, que controla la corriente de colector del transistor. Los fototransistores ofrecen amplificación y pueden utilizarse en aplicaciones que requieren tanto detección como amplificación de señal.
5. Dispositivos de carga acoplada (CCD): Los CCD son sensores de imagen compuestos por una matriz de diminutos condensadores. La luz incidente genera carga en los condensadores, que se lee secuencialmente y se procesa para formar una imagen. Los CCD se utilizan habitualmente en cámaras digitales y aplicaciones de imagen científica.
6. Sensores de imagen CMOS (CIS): Los sensores de imagen CMOS se basan en la tecnología de semiconductores complementarios de óxido metálico (CMOS). Integran fotodetectores y circuitos de procesamiento de señales en un único chip. Los sensores de imagen CMOS han ganado popularidad debido a su bajo consumo, alta integración y compatibilidad con los procesos de fabricación CMOS estándar.
7. Tubos fotomultiplicadores (PMT): Los PMT son fotodetectores basados en tubos de vacío. Constan de un fotocátodo que emite electrones cuando se ilumina, seguido de una serie de dinodos que multiplican la corriente de electrones mediante emisión secundaria. Los PMT ofrecen una alta sensibilidad y se utilizan en aplicaciones que requieren una detección con poca luz, como los experimentos de física de partículas y los detectores de centelleo.

Estos son algunos de los fotodetectores más comunes en función de la estructura del dispositivo. Cada tipo tiene sus propias características, ventajas y aplicaciones en diversos campos, como la imagen, la comunicación, la detección y la investigación científica.

## Detectores para fibra óptica
En los sistemas de comunicación por fibra óptica se utilizan fundamentalmente dos tipos de detectores de luz en el extremo receptor. La débil señal óptica que llega al final de la fibra debe ser convertida a una señal eléctrica antes de que continúe su paso por etapas de amplificación, demodulación, demultiplexaje, etc. Un detector de luz es, entonces, el primer elemento de la cadena de dispositivos que propiamente conforman al equipo receptor.
Los dos tipos de detectores que se emplean son, ambos, fotodiodos. De acuerdo con lo dicho, su función es transformar la potencia óptica de entrada a una corriente eléctrica de salida. 

### Funcionamiento
Al igual que las fuentes luminosas, los detectores ópticos están fabricados con semiconductores de estado sólido, que sobre la base de la teoría de las uniones P-N generan un flujo de corriente cuando captan un fotón; su grado de respuesta depende de los materiales empleados y de la longitud de onda de trabajo. La explicación de los principios físicos bajo los cuales funcionan los fotodiodos es un análisis amplio en electrónica por lo que nos limitaremos simplemente a mencionar algunos aspectos relacionados con dichos detectores ópticos.
Entre otros parámetros de operación, es deseable que los fotodiodos sean altamente eficientes, que tengan un bajo nivel de ruido, un amplio ancho de banda (es decir, que respondan de manera uniforme y rápida en todas las longitudes de onda de la señal), que sean poco sensibles a las variaciones de temperatura, baratos, pequeños, etc.
La eficiencia de un fotodiodo está relacionada con su responsividad, es decir, la cantidad de electrones que es capaz de generar en relación con los fotones recibidos. Dicho de otra forma, es la corriente eléctrica que entrega a la salida en relación con la potencia óptica de entrada.

### Tipos
Los tipos de fotodiodos que se emplean son el fotodetector PIN y el fotodiodo de avalancha (APD).> La responsividad de un fotodiodo de avalancha es mayor que la de un fotodector PIN. Sin embargo, el primero es más sensible a los cambios de temperatura y más caro que el segundo. El detector PIN se usa más comúnmente en enlaces de corta distancia y el APD es muy útil en transmisiones de larga distancia, donde la señal óptica de llegada es muy débil y se requiere alta responsividad. Por lo que se refiere a la velocidad de respuesta, ambos fotodiodos pueden trabajar actualmente a velocidades muy altas de transmisión digital.

## Características de los fotodetectores
Independientemente del principio de funcionamiento, todos los fotodetectores se caracterizan por ciertos valores:
- el rango de longitud de onda en el que opera el detector
- la capacidad de respuesta, es decir, la relación entre la fotocorriente y la potencia óptica incidente; En los detectores basados en el efecto fotoeléctrico también se considera la eficiencia cuántica, es decir, el número de cargas generadas por fotón incidente
- la relación señal/ruido y la intensidad mínima detectable
- la velocidad de respuesta

## Propiedades
Hay una serie de métricas de rendimiento, también llamadas figuras de mérito, por las que se caracterizan y comparan los fotodetectores
- Respuesta espectral: La respuesta de un fotodetector en función de la frecuencia de los fotones.
- Eficiencia cuántica: El número de portadores (electrones o huecos) generados por fotón.
- Responsividad: La corriente de salida dividida por la potencia luminosa total que incide sobre el fotodetector.
- Potencia equivalente al ruido: La cantidad de potencia luminosa necesaria para generar una señal comparable en tamaño al ruido del dispositivo.
- Detectividad: La raíz cuadrada del área del detector dividida por la potencia equivalente al ruido.
- Ganancia: La corriente de salida de un fotodetector dividida por la corriente producida directamente por los fotones que inciden en los detectores, es decir, la ganancia de corriente incorporada.
- Corriente oscura: La corriente que fluye a través de un fotodetector incluso en ausencia de luz.
- Tiempo de respuesta: El tiempo necesario para que un fotodetector pase del 10% al 90% de la salida final.
- Espectro de ruido: La tensión o corriente de ruido intrínseca en función de la frecuencia. Se puede representar en forma de densidad espectral de ruido.
- No linealidad: La salida de RF está limitada por la no linealidad del fotodetector[13]

## Rango de frecuencias
En 2014 una técnica para ampliar el rango de frecuencia de los fotodetectores basados en semiconductores a longitudes de onda más largas y de menor energía. La adición de una fuente de luz al dispositivo "cebó" de forma efectiva el detector para que, en presencia de longitudes de onda largas, se disparara a longitudes de onda que, de otro modo, carecerían de energía para hacerlo.